# Vale do Côa
Vale do Côa este o arie protejată (arie de protecție specială avifaunistică — SPA) din Portugalia întinsă pe o suprafață de 20.625,57 ha, integral pe uscat.

## Localizare
Centrul sitului Vale do Côa este situat la coordonatele 40°55′12″N 7°05′28″W / 40.920053°N 7.091103°V.

## Înființare
Situl Vale do Côa a fost declarat arie de protecție specială avifaunistică în august 1999 pentru a proteja 46 de specii de animale.

## Biodiversitate
Situată în ecoregiunea mediteraneană, aria protejată nu include niciun habitat protejat.
La baza desemnării sitului se află mai multe specii protejate:
- păsări (42): pescăruș albastru (Alcedo atthis), fâsă-de-câmp (Anthus campestris), fâsă de luncă (Anthus pratensis), lăstunul mare (Apus apus), acvilă de munte (Aquila chrysaetos), buha (Bubo bubo), pasărea ogorului (Burhinus oedicnemus), ciocârlie-cu-degete-scurte (Calandrella brachydactyla), Caprimulgus ruficollis, scatiu (Carduelis spinus), barză albă (Ciconia ciconia), barză neagră (Ciconia nigra), șerpar (Circaetus gallicus), erete cenușiu (Circus pygargus), Clamator glandarius, prepeliță (Coturnix coturnix), șoimul rândunelelor (Falco subbuteo), muscar negru (Ficedula hypoleuca), Galerida theklae, vulturul pleșuv sur (Gyps fulvus), Hieraaetus fasciatus, acvilă pitică (Hieraaetus pennatus), Hippolais polyglotta, rândunică roșcată (Hirundo daurica), rândunică (Hirundo rustica), sfrâncioc cu cap roșu (Lanius senator), ciocârlie de pădure (Lullula arborea), privighetoare (Luscinia megarhynchos), gaia neagră (Milvus migrans), gaia roșie (Milvus milvus), vultur egiptean (Neophron percnopterus), pietrar mediteranean (Oenanthe hispanica), Oenanthe leucura, grangur (Oriolus oriolus), viespar (Pernis apivorus), silvie roșcată (Sylvia cantillans), Sylvia conspicillata, Sylvia hortensis, silvie de tufiș (Sylvia undata), Tachymarptis melba, spârcaci (Tetrax tetrax), sturz-cântător (Turdus philomelos)
- mamifere (1): Microtus cabrerae
- nevertebrate (1): fluturele auriu (Euphydryas aurinia)
- pești (2): Pseudochondrostoma duriense, Rutilus alburnoides

Pe lângă speciile protejate, pe teritoriul sitului au mai fost identificate 6 specii de mamifere, 1 specie de pești, 4 specii de reptile.